# Heijoträsket
Heijoträsket är en sjö i Gällivare kommun i Lappland och ingår i Råneälvens huvudavrinningsområde. Heijoträsket ligger i Granlandet Natura 2000-område.